# Zselicszentpál, Somogy
Zselicszentpál  este un sat în districtul Kaposvár, județul Somogy, Ungaria, având o populație de 401 locuitori (2011). 

## Demografie
Componența etnică a satului Zselicszentpál
     Maghiari (99,17%)
     Necunoscut (0,83%)
     Alții (0,83%)
Componența confesională a satului Zselicszentpál
     Romano-catolici (65,84%)
     Fără religie (6,98%)
     Reformați (2,24%)
     Atei (1,5%)
     Necunoscută (23,44%)
Conform recensământului din 2011, satul Zselicszentpál avea 401 locuitori. Din punct de vedere etnic, majoritatea locuitorilor (99,17%) erau maghiari. Apartenența etnică nu este cunoscută în cazul a 0,83% din locuitori.  Din punct de vedere confesional, majoritatea locuitorilor (65,84%) erau romano-catolici, existând și minorități de persoane fără religie (6,98%), reformați (2,24%) și atei (1,5%). Pentru 23,44% din locuitori nu este cunoscută apartenența confesională.